# بي إي إم أل
بي إي إم أل المحدودة (بالانجليزية:BEML Limited) ، المعروفة سابقًا باسم بهارات محركون الأرض المحدودة ، هي شركة تابعة للقطاع العام الهندي تقوم بتصنيع مجموعة متنوعة من المعدات الثقيلة ، مثل تلك المستخدمة في نقل التربة والسكك الحديدية والنقل والتعدين. يقع مقرها الرئيسي في بنغالور، الهند. بي إي إم أل هي ثاني أكبر شركة لتصنيع معدات تحريك التربة في آسيا.  يتم تداول أسهمها في البورصة الوطنية للهند تحت الرمز "BEML" ، وفي بورصة بومباي تحت الرمز "500048".